# Друга влада Лазара Томановића
Друга влада Лазара Томановића била је на власти од 2. априла 1909. до 1. септембра 1910. (по старом календару).

## Историја
За време ове владе Књажевина Црна Гора је проглашена за Краљевину.

## Чланови владе
| Функција                              | Слика | Име и презиме       | Детаљи                                            |
| ------------------------------------- | ----- | ------------------- | ------------------------------------------------- |
| Предсједник Министарског Савјета      |       | Др. Лазар Томановић |                                                   |
| Министар Иностраних Дјела             |       | Др. Лазар Томановић |                                                   |
| Министар Унутрашњих Дјела             |       | Јован С. Пламенац   | до 24. јануара 1910.                              |
| Министар Унутрашњих Дјела             |       | Др. Лазар Томановић | заступник од 24. јануара 1910. до 31. марта 1910. |
| Министар Унутрашњих Дјела             |       | Јован С. Пламенац   | од 31. марта 1910. до 30. августа 1910.           |
| Министар Унутрашњих Дјела             |       | Филип Јерговић      | од 30. августа 1910.                              |
| Министар Правде                       |       | Секула Дрљевић      | до 24. јануара 1910.                              |
| Министар Правде                       |       | Перо Вучковић       | заступник од 24. јануара 1910. до 31. марта 1910. |
| Министар Правде                       |       | Др. Лазар Томановић | заступник од 31. марта 1910.                      |
| Министар Просвјете и Црквених Послова |       | Секула Дрљевић      | заступник до 24. јануара 1910.                    |
| Министар Просвјете и Црквених Послова |       | Перо Вучковић       | од 24. јануара 1910.                              |
| Министар Војни                        |       | Митар Мартиновић    |                                                   |
| Министар Финансија и Грађевина        |       | Душан Вукотић       |                                                   |